# ペガスス座V391星
ペガスス座V391星 (英: V391 Pegasi)、別名 HS 2201+2610 は、ペガスス座の約 4000 光年の距離にあるB型準矮星である。極水平分枝に分類される恒星である。太陽質量のわずか半分の質量、半径は太陽半径の4分の1に満たない小さい恒星である。しかし有効温度は非常に高く、光度は太陽の15.4倍である。非常に年老いた恒星であると考えられ、その年齢は100億年を超えている可能性がある。B型準矮星の変光星型のひとつである、うみへび座V361型変光星 (あるいは sdBVr 型) である。
| 太陽 | ペガスス座V391星 |
| ---- | ---------------- |
| 太陽 | Exoplanet        |

## 形成
ペガスス座V391星のようなB型準矮星は、赤色巨星の段階、もしくはヘリウム燃焼が開始する直前に水素外層が放出された結果として形成されると考えられている。放出により恒星表面にはわずかな量の水素しか残されず、その量は恒星全体の質量のわずか1000分の1未満となる。このような恒星は、いずれ徐々に冷えて低質量の白色矮星になると考えられている。大部分の恒星は最初の赤色巨星の段階でもより多くの水素を保持し、漸近巨星分枝に進化する。一部の恒星がペガスス座V391星のように大部分の水素を失ってしまう理由についてはあまり良く分かっていない。

## 惑星系
2007年に、variable star timing という手法を用いて太陽系外惑星 ペガスス座V391星bが発見された。この惑星は木星型惑星である。ペガスス座V391星は変光星であるが、この恒星の周囲を惑星が公転することによる変光周期の変化から惑星の存在が割り出された。
| 名称 （恒星に近い順） | 質量          | 軌道長半径 （天文単位） | 公転周期 (日) | 軌道離心率 | 軌道傾斜角 | 半径 |
| --------------------- | ------------- | ----------------------- | ------------- | ---------- | ---------- | ---- |
| b                     | >3.2 ± 0.7 MJ | 1.7 ± 0.1               | 1170 ± 44     | 0.00       | —          | —    |